# NS 500 sorozat
Az NS 500 sorozat és az NS 600 sorozat két holland C tengelyelrendezésű dízel tolatómozdony sorozat. A Nederlandse Spoorwegen üzemeltette őket a 2000-es évek elejéig. A mozdonyokat az English Electric építette 1950 és 1957 között. Összesen 65 darab készült belőle 601–665 pályaszámokon. Később 23 mozdonyt átépítettek rádió-távirányításúra, ezek a 671–693 pályaszámcsoportba tartoztak. Ezek a gépek megegyeznek a British Rail 11 sorozattal. Beceneve: Hippel.

## NS 500
Az NS 500 néhány dologban eltér az NS 600-tól. Az NS 600-as sorozatban egy „6KT” dízelmotor van, amely 294 kW teljesítményű, míg az 500-asban egy „6K” motor van, amely csak 260 kW-os.

## Volt NS mozdonyok
Az NS mozdonyai közül néhányat megőriztek a múzeumok, néhány pedig tovább üzemel különböző magántársaságoknál.
| Number(s) | Number(s) | Location                           |
| --------- | --------- | ---------------------------------- |
| 601       | 671       | Ribble Steam Railway, UK           |
| 604       |           | VSM, NL                            |
| 609       |           | Museumspoorlijn STAR, NL           |
| 618       |           | VSM, NL                            |
| 625       | 690       | Ribble Steam Railway, UK           |
| 629       | -         | Dutch National Railway Museum, NL  |
| 636       | VSM, NL   |                                    |
| 639       |           | ZLSM, NL                           |
| 647       |           | Stapelplaats Crailoo Hilversum, NL |
| 649       | 692       | Private location, UK               |
| 653       | -         | Private location, UK               |
| 660       | -         | MBS, NL                            |
| 661       |           | VSM, NL                            |
| 663       | -         | NRM Shildon - Locomotion, UK       |

## Modell
Modellben a mozdonyt a Roco adta ki H0-s méretarányban.